# Senecio involucratus
Senecio involucratus là một loài thực vật có hoa trong họ Cúc. Loài này được (Kunth) DC. miêu tả khoa học đầu tiên năm 1838.